# Občina Miren-Kostanjevica
Občina Miren-Kostanjevica (slovinsky Občina Miren-Kostanjevica německy Schmitt-Kästenholz) je jednou z 212 slovinských občin. Nachází se v Gorickém regionu (slovinsky Goriška regija). Správním centrem je Miren.

## Sídla
- Bilje
- Hudi Log
- Korita na Krasu
- Kostanjevica na Krasu
- Lipa
- Lokvica
- Miren
- Nova vas
- Novelo
- Opatje selo
- Orehovlje
- Sela na Krasu
- Temnica
- Vojščica
- Vrtoče